# Bảo tàng Công nghiệp Nghệ thuật ở Kraków

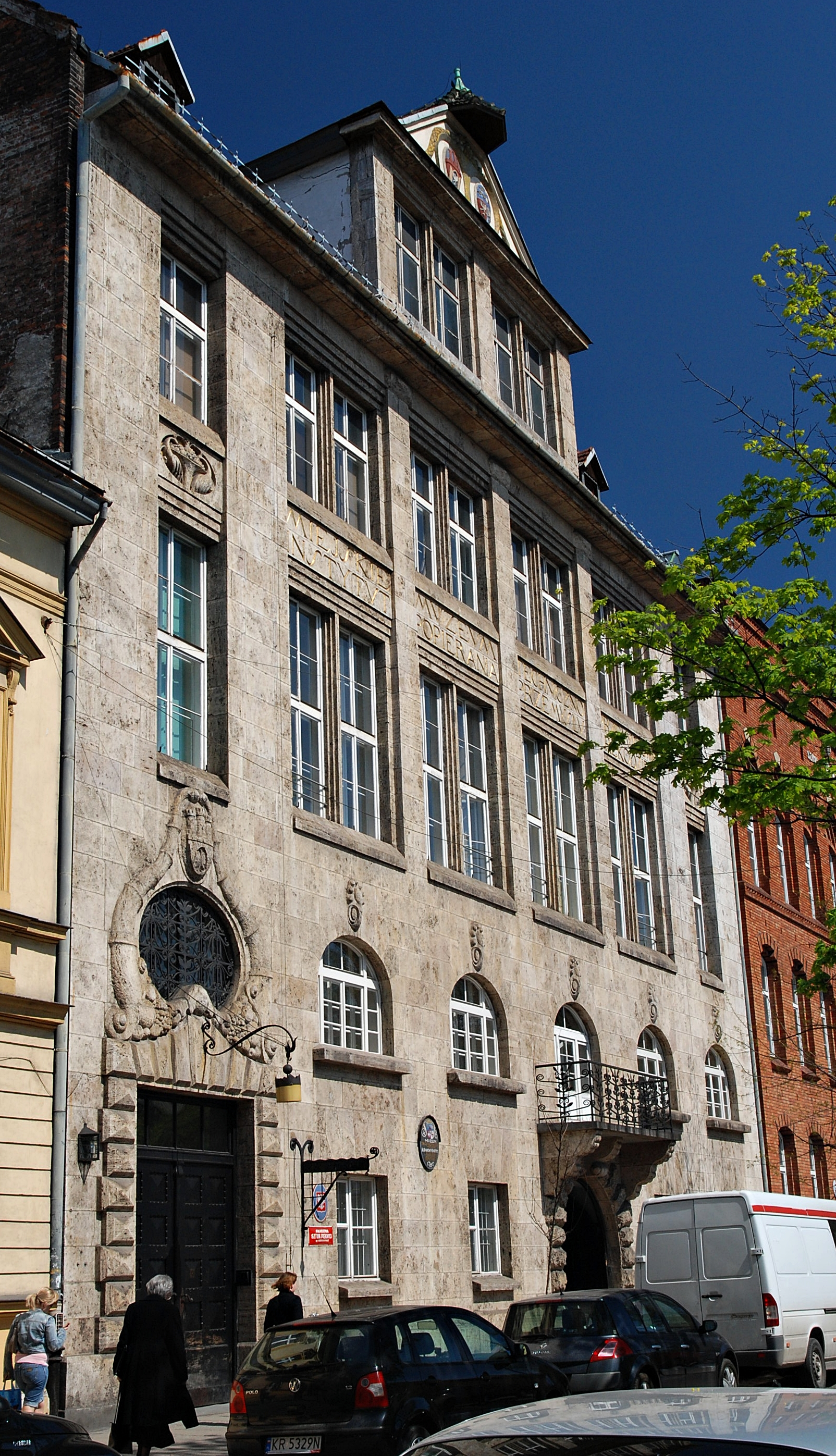
Bảo tàng Công nghiệp Nghệ thuật ở Kraków

Bảo tàng Công nghiệp Nghệ thuật ở Kraków (tiếng Ba Lan: Muzeum Techniczno-Przemysłowe w Krakowie) ban đầu là một bảo tàng tư nhân ở Kraków, Ba Lan có từ nửa sau thế kỷ 19, về sau được quốc hữu hóa vào năm 1950. Bảo tàng được thành lập với sứ mệnh nâng cao tay nghề thủ công của địa phương và tạo nền tảng cho sự phát triển hơn nữa của ngành công nghiệp và công nghệ.

## Lược sử hình thành
Năm 1868, Bảo tàng Kỹ thuật và Công nghiệp (1868-1920) được thành lập theo sáng kiến của nhà vật lý Adrian Baraniecki, triển lãm được đặt trong các tòa nhà tu viện của Dòng Phanxicô. Năm 1913, Bảo tàng được chuyển đến tòa nhà do Franciszek Mączyński và Tadeusz Stryjeński thiết kế tọa lạc tại số 9 Phố Smoleńsk. Năm 1920, Bảo tàng Kỹ thuật và Công nghiệp được đổi tên thành Bảo tàng Công nghiệp Thành phố Adrian Baraniecki (1920-1934). Mười bốn năm sau, Bảo tàng lại được đổi tên thành Bảo tàng Công nghiệp Nghệ thuật ở Kraków.
Ngày 1 tháng 1 năm 1950, Bảo tàng được quốc hữu hóa. Nhà nước tiếp quản bất động sản của Bảo tàng, bao gồm: tòa nhà ở số 9 Phố Smoleńsk, máy móc, xưởng, công cụ và các bộ sưu tập trong Bảo tàng.
Ngày 26 tháng 7 năm 1950, theo lệnh của Bộ trưởng Bộ Văn hóa và Nghệ thuật, Bảo tàng Công nghiệp Nghệ thuật ở Kraków được hợp nhất vào Bảo tàng Quốc gia ở Kraków. Từ ngày 28 tháng 12 năm 1951, cơ sở của Bảo tàng Công nghiệp Nghệ thuật tại số 9 Phố Smoleńsk cùng với thư viện, bộ sưu tập áp phích và phòng in đã được Bảo tàng Quốc gia tặng cho Học viện Mỹ thuật Kraków (ASP). Hiện nay, tòa nhà được dùng làm thư viện của học viện này.